# Villanueva de la Cañada
Villanueva de la Cañada ist eine Gemeinde in Spanien in der Autonomen Gemeinschaft Madrid. 2024 hatte die Gemeinde 23.799 Einwohner. Sie liegt etwa 30 km westlich von Madrid. Östlich der Stadt fließt der Fluss Aulencia in den Guadarrama, der im weiteren Verlauf in den Tajo mündet.

## Bildung und Forschung
- In Villanueva befindet sich das Europäische Weltraumastronomiezentrum.
- Ferner ist hier der Sitz der 1993 gegründeten privaten Universität Alfonso X el Sabio.

## Städtepartnerschaften
Partnerstädte von Villanueva sind
- Le Vésinet, Île-de-France, Frankreich, seit 2006
- Metepec, Mexiko, seit 1999
- Madaba, Jordanien, seit 2005
- Royston, Hertfordshire, Großbritannien, seit 2011

## Persönlichkeiten
In der Stadt leben
- David Bustamante (* 1982), Sänger
- Jaime Mayor Oreja (* 1951), Politiker
- María Estela Martínez de Perón (* 1931), 1974 bis 1976 Präsidentin von Argentinien

Die Fotografin Gerda Taro (1910–1937) wurde 1937 während des Spanischen Bürgerkriegs bei Villanueva de la Cañada von einem republikanischen Panzer überrollt, worauf sie verstarb.